# あたかもコイバナの如く
『あたかもコイバナの如く』（あたかもコイバナのごとく）は、施川ユウキによる日本の恋愛エッセイ漫画。『Eleganceイブ』（秋田書店）2008年10月号から2009年12月号まで連載された。
異性と関わってきた作者の体験とそれについての所感を、自虐・後悔を交えて描く。また、連載作品について編集担当者とやりとりする場面も描かれる場合もある。掲載頁数は毎回4ページ。毎回、コマ枠外のハシラ部分において「先生からのコメント」と称して施川による短いコメント（近況報告、自作品の宣伝等）が書かれる。
連載開始を記念して、『Eleganceイブ』2008年10月号に、作者とカラスヤサトシの「コイバナ限定対談」が掲載された。連載担当者を交えて、恋愛の体験談などを3ページにわたって掲載した。懸賞として、自画像と「理想のタイプ」が描かれた2人のサイン入り色紙が読者1名に贈呈された。